# Swiss Krono Group
Swiss Krono Group AG er en international schweizisk producent af byggematerialer i træ og laminat. Produkterne inkluderer OSB-plader, MDF-plader og laminatgulve. Swiss Krono Group har produktion i Schweiz, Frankrig, Tyskland, Polen, Ungarn, Ukraine, Rusland og USA. I 2020 havde de ca. 5.000 ansatte.
I 1966 grundlagde Ernst Kaindl Swiss Krono Group under navnet AG für Holzindustrie i Menznau ved Luzern i Schweiz. I 1987 blev Krono-koncernen delt og Ernst Kaindl fortsatte som ejer af Swiss Krono Group.